# Palmaria palmata
Espèce
Synonymes
- Fucus palmatus, L. (1753)
- Rhodymenia palmata (L.) Greville (1830)

Palmaria palmata est une espèce d'algues rouges de la famille des Palmariaceae. Algue pérenne, épaisse et coriace, son thalle se divise en lobes allongés comme les doigts d'une main (d'où le nom de l'espèce) et peut atteindre une longueur moyenne de 20 à 50 centimètres. 

## Dénominations
Cette algue initialement décrite en 1753 par Linné sous le nom de Fucus palmatus a été reclassée en 1891 par Kuntze dans le genre Palmaria (Stackhouse, 1801) sous le nom de Palmaria palmata. Mais elle avait aussi été classée de façon erronée en 1830 par Greville dans le genre Rhodymenia (en) sous le nom de Rhodymenia palmata, nom utilisé, bien que déformé, par Jules Verne dans Vingt mille lieues sous les mers quand il mentionne quelques gouttes d'une liqueur fermentée, extraite, suivant la mode kamchatkienne, de l'algue connue sous le nom de « Rhodoménie palmée ».
Elle est connue sous le nom de « main de mer palmée » ou « rhodyménie palmé » en Amérique du Nord.
Elle est commercialisée en Amérique du Nord sous le nom de petit goémon,,.
En Europe de l'Ouest et dans les pays scandinaves, cette algue est connue sous les noms de « goémon à vache » (kerluz ou bezhin saout en breton), d'« algue à vache » ou de « goémon à bestiaux » car ces animaux la trouvent rejetée sur la grève, ou sur les tas de goémon, et la consommaient. Elle a été aussi, jusqu'au milieu du XXe siècle, récoltée et incluse, en petite quantité, dans l'alimentation des animaux d'élevage lorsque les réserves de foin dans les étables insulaires étaient épuisées. 
Sa comestibilité a valu à l'espèce le nom vernaculaire de « dulse », terme dérivé probablement de l'adjectif « doux », parti en Irlande puis revenu transformé sur les côtes bretonnes.

## Description

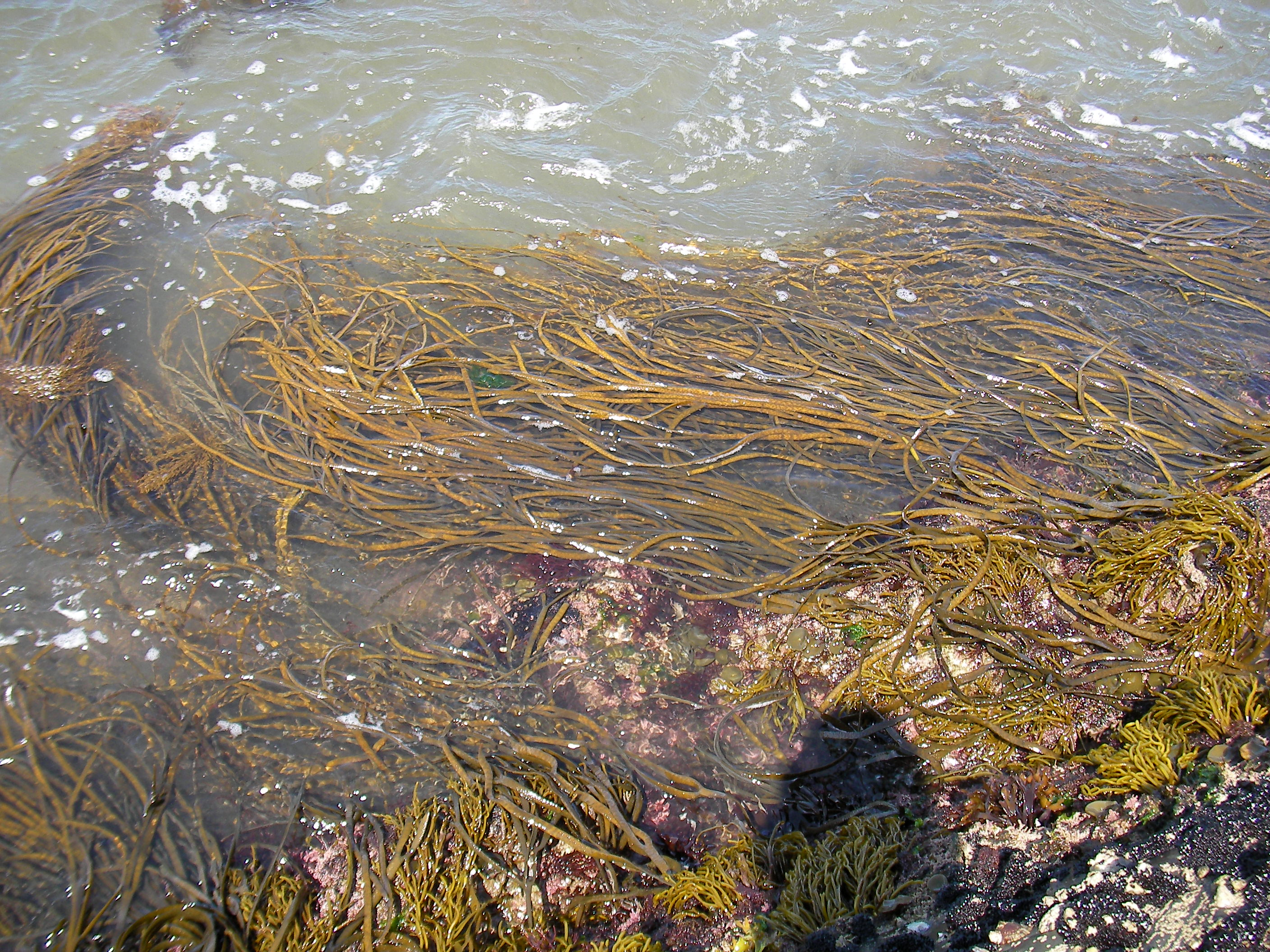
La dulse associée à Himanthalia elongata.

Espèce commune des eaux peu profondes de l'étage infralittoral ou de la partie inférieure de l'étage médiolittoral, elle vit fixée sur un support : épilithe (sur les rochers) ou épiphyte (sur les stipes des grandes laminaires, des Fucus ou des Himanthalia, sous lesquels elle se cache de la lumière). Arrachée par les vagues et les tempêtes et apportée au rivage, elle se trouve souvent parmi la laisse de mer. Elle présente un thalle légèrement ondulé, dichotomique, membraneux et dont la couleur varie du rouge rosé au rouge pourpre voire violacé, plus claire pour les parties récentes. Cette couleur peut tourner au jaune verdâtre selon le degré d'exposition au soleil et à l'exondation.

## Utilisations

### Légume de table

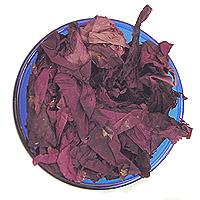
Palmaria palmata séchée pour l'alimentation.

Palmaria palmata est consommée en salade crue ou cuite. Elle est également consommée crue dans des sandwichs ou séchée, réduite en poudre et utilisée dans des potages ou des gâteaux. Les marins anglais la consommaient pour éviter le scorbut. Les russes font un alcool à base de dulse. « C'est le légume de mer le plus populaire de l'Atlantique Nord ». 

### Autres
Cette algue est utilisée dans l'alimentation du bétail. Elle trouve de nombreuses applications en cosmétique grâce aux principes actifs (minéraux, antioxydants) qu'elle contient (gel qui soulage et réhydrate (en) la peau après des coups de soleil, crème antivieillissement).

## Liste des variétés
Selon NCBI (26 juillet 2013) :
- variété Palmaria palmata var. sarniensis